# Дюпре, Эшли
Эшли Рэй Майка Дипьетро (англ. Ashley Rae Maika DiPietro; род. 30 апреля 1985, Нью-Джерси; урождённая Эшли Юменс, англ. Ashley Youmans) — американская журналистка, певица и блогер, колумнистка, обозреватель в «New York Post», бывшая девушка по вызову, фигурантка скандала, связанного с отставкой губернатора штата Нью-Йорк Элиота Спитцера. Более известна по своему никнейму в MySpace — Эшли Александра Дюпре (англ. Ashley Alexandra Dupré). В эскорт-агентстве работала под псевдонимом Кристен (англ. Kristen).
Будучи элитной проституткой по вызову, стала известна в марте 2008 года после того, как её услугами воспользовался губернатор Элиот Спитцер. Инцидент послужил причиной отставки Спитцера.

## Биография
Детство Эшли прошло в городе Бичвуд, штат Нью-Джерси. Её отец Уильям Юменс занимался ландшафтным дизайном, а также продавал принадлежности для сёрфинга. После развода родителей она с матерью Кэролайн Капальбо и отчимом Майком Дипьетро, работавшим хирургом-стоматологом, переехала в город Уолл. Эшли училась в местной школе до десятого класса, переехав затем к отцу в Килл-Девил-Хилс в Северной Каролине.
Как писала Эшли в своём блоге, в 17 лет она ушла из дома, чтобы избежать плохого обращения. По её словам, она принимала наркотики и бродяжничала. С другой стороны, её тётя говорила, что у Эшли не было трудного детства, и она всегда получала от родителей всё, что хотела.
В 2004 году в возрасте 19 лет Эшли переехала в Нью-Йорк в надежде сделать музыкальную карьеру. Она начала работать официанткой в танцевальном клубе Viscaya в районе Манхэттена, а также в клубах Pink Elephant и Retox.
Нью-йоркский сутенёр Джейсон Ицлер, основатель элитного эскорт-агентства «NY Confidential» в 2008 году утверждал, что он познакомился с Дюпре в 2004 году в отеле Gansevoort, где она разносила коктейли. После этой встречи, по его словам, Дюпре стала работать у него под псевдонимом Виктория. В 2005 году ведомство главного прокурора штата Элиота Спитцера прекратило деятельность агентства, а сам Ицлер был арестован и попал в тюрьму. Позднее Ицлер характеризовал Дюпре как «горячую сексуальную девушку», «трудоголика, способную работать шесть дней в неделю», отмечая, что она пользовалась большим спросом у клиентов. По утверждению Ицлера, Дюпре была одной из двух проституток, одетых как девушки-танцовщицы из «группы поддержки», которых он посылал к актёру Чарли Шину (однако сам актёр отрицал это). Дюпре была любовницей финансового директора агентства Кларка Кримера. Во время расцвета деятельности агентства в 2004 году она приносила публичному дому ежемесячный доход около 100 тыс. долл.
По воспоминаниям её знакомых, Дюпре имела высокие потребительские запросы (такие как товары от Cartier и Louis Vuitton, а также поездки в Сен-Тропе). Свои татуировки, выполненные арабской вязью и на латыни (например, фразы «То, что меня не уничтожает, делает меня сильнее», «Никогда не сдавайся»), Дюпре рассматривала как «защитные» мантры. Тем, кто не знал о характере её заработков, она говорила, что деньги ей посылают богатые родители.
В 2006 году она сменила имя Эшли Р. Юменс на Эшли Рэй Майка Дипьетро, взяв фамилию своего отчима, считая его «единственным отцом, которого она знала». В том же году Дюпре начала работать в эскорт-агентстве Emperors Club VIP под псевдонимом Кристен. В марте 2008 года Дюпре жила в районе Флэтайрон на Манхэттене и в интервью The New York Times сказала, что ей нечем платить за квартиру.
Эшли Дюпре ведёт блог на MySpace. В 2008 году в списке её «френдов» значились Уитни Хьюстон и Эми Уайнхаус. По состоянию на апрель 2009 года Дюпре отвечала на комментарии других пользователей. На своей страничке она пишет о занятиях йогой, отмечая, что «прошедший год был трудным для меня, однако стал периодом пробуждения», «мне 23 года, а я уже сделала больше ошибок в своей жизни, чем многие люди».

### Скандал с губернатором Спитцером

Эшли Дюпре на обложке New York Post 14 марта 2008 года

13 февраля 2008 года Дюпре прибыла из Нью-Йорка в Вашингтон на встречу с губернатором штата Нью-Йорк Элиотом Спитцером в отель Mayflower. Спитцер сделал заказ по телефону, договорившись с работником Emperors Club VIP. Однако его переговоры записали агенты ФБР, которые ранее получили информацию от банка о подозрительных оплатах Спитцера по кредитной карточке. Губернатор снял две комнаты в отеле — одну для себя, другую — для Дюпре. Вечером Спитцер покинул свою комнату и посетил номер, где его ждала Дюпре.
6 марта власти начали первые аресты, задержав четырёх человек, связанных с агентством. Им предъявили обвинения в нарушении законов штата о проституции и отмывании денег. Первоначально в материалах уголовного дела имена клиентов и проституток были зашифрованы: Спитцер именовался «Клиентом № 9», а Дюпре — Кристен. Кристен описывалась как «американка, миниатюрная, очень красивая брюнетка, рост 5 футов 5 дюймов, вес 105 фунтов» (то есть около 166 см и 48 кг.).
10 марта The New York Times заявила, что «Клиентом № 9» является Спитцер. Спустя два дня, 12 марта газета выяснила личность Кристен. Стоимость сексуальных услуг Дюпре газета оценивала в 1000 долл. в час. Мать Дюпре сказала, что известие о занятиях дочери стало для неё шоком. Сама Дюпре в интервью журналисту говорила, что находится в состоянии стресса и почти не спала на прошлой неделе, отметив: «Это очень трудный момент в моей жизни. Ситуация сложная». Она отказалась отвечать на вопросы, когда она познакомилась с губернатором и сколько раз они виделись. 12 марта губернатор Спитцер объявил, что уходит в отставку.
После скандала с отставкой губернатора персона Дюпре привлекла к себе внимание СМИ. The Village Voice назвала Дюпре «самой знаменитой шлюхой Америки». 14 марта New York Post опубликовала серию фотографий Дюпре (в том числе в полуобнажённом виде). К 18 марта её страничка на MySpace имела более 9 миллионов просмотров 19 марта порносайт Girls Gone Wild разместил видеоролики, на которых Дюпре ещё не исполнилось 18 лет. Владелец сайта, ранее судимый за жестокое обращение с детьми, вовлечение в проституцию и съёмки с участием двух несовершеннолетних девушек, заявил, что «все изображения с обнажённой мисс Дюпре были сняты в общественных местах и не содержат сексуальных сцен», «во Флориде, где снималась мисс Дюпре, законы позволяют не достигших 18 лет снимать обнажёнными с их согласия». 28 апреля Дюпре подала против владельца сайта судебный иск, требуя компенсации в 10 млн долл., однако в июле отозвала его.
Согласно сообщениям СМИ, Дюпре получила предложения о съёмках от журнала Hustler, журнала Penthouse и порностудии Vivid Entertainment. В ноябре 2008 года Дюпре дала интервью телепрограмме 20/20, рассказав о своей работе в эскорт-агентстве и своих чувствах после того, как разразился скандал.

### Увлечения и личная жизнь
Дюпре также является начинающей певицей. На её страничке в блоге в 2008 году говорилось: «Я — это на сто процентов моя музыка, а моя музыка на сто процентов обо мне. Её источник — то, что я пережила, что повидала, что чувствую». По её словам, она стала петь после того, как музыкант Джерри Купер, с которым она жила, услышал, как она поёт в ванной песню Ареты Франклин. Как сказала Дюпре, она ездила с ним на гастроли, а в 2004 году переехала на Манхэттен и «провела первые два года, знакомясь с местной музыкальной тусовкой, заводя связи в клубах и шоу-бизнесе». После скандала её демоальбом Unspoken Words, распространяемый в интернете, пользовался кратковременным интересом. Резко возросло число прослушиваний двух её синглов, размещённых на сайте AmieStreet.com, при этом стоимость скачивания трека Move Ya Body выросла до 98 центов. Сингл в стиле ритм-энд-блюз What We Want был проигран в интернете более 3 миллионов раз. Комментарии по поводу её творчества появились в Billboard и Rolling Stone, несколько экспертов ведущих музыкальных лейблов высказали мнение о перспективах Дюпре как певицы. На сервисе YouTube был зафиксирован всплеск популярности её видео.
Как писала New York Daily News в апреле 2008 года, интересы Дюпре начал представлять музыкальный менеджер, ранее работавший с Мэрайей Кэри, однако звукозаписывающие компании выразили сомнение в том, что известность Дюпре продлится долго.